# آن احساس مطمئن
آن احساس مطمئن (انگلیسی: That Certain Feeling) یک فیلم کمدی به کارگردانی ملوین فرانک است که در سال ۱۹۵۶ منتشر شد. از بازیگران آن می‌توان به باب هوپ، اوا ماری سنت، جرج سندرز و پرل بیلی اشاره کرد.